# Star Wings Dortmund
Star Wings Dortmund ist eine deutsche Fluggesellschaft mit Sitz in Dortmund und Basis auf dem Flughafen Dortmund.

## Geschichte
Star Wings Dortmund wurde 2009 gegründet.
Seit April 2015 ist Star Wings Dortmund der einzige private Anbieter eines Cessna-Citation-CJ3-Full-Flight-Simulators in Europa, wo verschiedene Schulungen für diesen Flugzeugtyp angeboten werden.
Am 1. Februar 2020 übernahm Star Wings Dortmund die Flugzeuge der unprofitablen German Private Jet Group AG, die sich in Auflösung befand. Ein Zusammenschluss oder eine Rechtsnachfolge fand nicht statt.

## Dienstleistungen
Star Wings Dortmund führt Charterflüge im Geschäftsflugverkehr durch. Darüber hinaus transportiert sie im Auftrag der Deutschen Stiftung Organtransplantation Organe zu den Transplantationszentren innerhalb Europas.

## Flotte
Mit Stand April 2017 besteht die Flotte der Star Wings Dortmund aus acht Geschäftsreiseflugzeugen:
Mit der Übernahme der German Private Jet Group AG erhöhte sich die Anzahl der Flugzeuge auf zehn (auf der Unternehmenswebsite keine näheren Details vorhanden).
| Flugzeugtyp                      | Anzahl | Luftfahrzeugkennzeichen | Anmerkungen | Sitzplätze |
| -------------------------------- | ------ | ----------------------- | ----------- | ---------- |
| Beechcraft Super King Air B200   | 2      | D-IVIP                  |             | 9          |
| Beechcraft Super King Air B200   | 2      | 0D-IMVC                 |             | 9          |
| Cessna Citation CJ               | 1      | D-IRKE                  |             | 6          |
| Cessna Citation CJ2+             | 2      | D-IAKN D-IBBS           |             | 7          |
| Cessna Citation CJ3              | 1      | D-CJOS                  |             | 8          |
| Embraer Phenom 300               | 1      | D-CCGM                  |             | 8          |
| Hawker Beechcraft 390 Premier A1 | 1      | D-IKUG                  |             | 6          |
| Gesamt                           | 8      |                         |             |            |